# Grgurice
Grgurice su naselje u sastavu Općine Posedarje, u Zadarskoj županiji. Nastalo je izdvajanjem iz Islama Latinskoga.

## Uprava
- Ivica Klanac, načelnik Općine Posedarje.[4]
- Leonardo Rončević, pročelnik Jedinstvenog upravnog odjela Općine Posedarje.[5]

## Stanovništvo
Prema popisu iz 2011. godine naselje je imalo 142 stanovnika.
| broj stanovnika | 142   | 148   |
|                 | 2011. | 2021. |